# Крушение на станции Безменово (1980)
Крушение на станции Безменово — крупная железнодорожная катастрофа, произошедшая 25 ноября 1980 года в 3:25 на станции Безменово в Новосибирской области, когда грузовой состав по причине отказа тормозов на большой скорости врезался в хвост прибывавшего на станцию пассажирского поезда № 602 (Бийск — Томск), погибло несколько десятков человек.

## Хронология событий
Ночью 25 ноября 1980 года на станцию Безменово прибывал поезд № 602 (Бийск — Томск), в это время со станции Черепаново отправился тепловоз 2ТЭ116 с грузовым составом. Когда в 3:19 грузовой состав проехал блокпост 120 км, машинист применил служебное торможение, но получил тормозного эффекта и применение экстренного торможения не помогло. В 3:25 неуправляемый тепловоз с грузовым составом на большой скорости врезался в хвост прибывавшего на станцию Безменово поезда № 602, погибли несколько десятков человек.